# AM Herculis
AM Herculis är en kataklysmisk variabel av AM Herculis-typ (AM) i stjärnbilden Herkules. Den är prototypstjärna för en grupp dvärgnovor med starka magnetfält hos den vita dvärgen. Någon vanlig insamlingsskiva bildas därför inte utan istället följer materialet från givarstjärnan de magnetiska fältlinjerna och ansamlas vid de magnetiska polerna på den vita dvärgen. Dessa blir källor till röntgenstrålning och sänder ut polariserat ljus. Variabeltypen kallas därför också ibland polariserande variabel.
Stjärnan varierar mellan visuell magnitud +12,3 och 15,7 med en period av 0,128927 dygn.